# Vlag van Pohjois-Savo

Vlag van Pohjois-Savo

De vlag van Pohjois-Savo zijn gemaakt van het wapen van dit landschap, waarbij de boog van het wapen met een pijl tussen twee gele randen is geplaatst. De buitenste rand van de vlag heeft een zwaluwstaart.
Het thema van het wapen van Savo is min of meer onveranderd gebleven sinds de begindagen in de jaren 1500. De vroegst bekende vermelding van een pijl-en-boog is van de begrafenis van koning Gustaaf Wasa van Zweden in 1560, toen een vlag met pijl-en-boog werd gedragen als het embleem van Savo. Het eerste bekende overgebleven voorbeeld is het wapen in het Armorial suédois van 1562, waarbij de boog naar links wijst (vanuit het oogpunt van de schilddrager). De onderwerpen van het wapenschild worden typisch afgebeeld als heraldisch naar rechts wijzend, wat de reden is waarom de richting van de boog van Savon later werd vastgesteld als naar rechts wijzend. Tegenwoordig gebruikt het landschap Etelä-Savo een naar links wijzende boog in haar wapenschild. De boog is geïnterpreteerd als symbool voor de positie van Savo als meest oostelijke grensgraafschap van Zweden vóór de annexatie van de huidige regio Noord-Karelië aan Zweden in de Vrede van Stolbovo in 1617.